# Красный галстук (фильм)
«Кра́сный га́лстук» — советский детский художественный фильм, экранизация одноимённой пьесы Сергея Михалкова (1946).
Сайт Культура.рф отмечает новаторство фильма в том, что в нём практически впервые в сталинском кинематографе была подробно показана школа. «Именно в этом одиозном произведении возникает главный мотив школьного фильма, на котором впоследствии будет строиться жанровый канон. Этот мотив — мотив белой вороны. Уже здесь возникает схема „белая ворона — стая — вожак“, иными словами — „личность — коллектив — наставник“. Эта схема будет видоизменяться внутри — и по ее структурным рокировкам можно будет прочертить след глубинных процессов, происходящих в обществе — и на самом деле это будет история распада империи».

## Сюжет
Директор завода Вишняков вместе с тринадцатилетними близнецами Мариной и Валерием воспитывает их ровесника Шуру Бадейкина, отец которого погиб на фронте, а мать скончалась от тяжёлой болезни. Ребята дружны, успевают в школе и на хорошем счету в пионерской дружине, однако Валерий проявляет в общении с близкими и товарищами всё больше эгоизма и заносчивости.
Однажды Вишняков заметил, что его сын перестал носить пионерский галстук и значок. Выяснилось, что Валерия исключили из пионеров, когда, учась в другой школе, он отказался выполнить общественное поручение — рисовать стенгазету — и снял с себя галстук. Когда отец, коммунист и ответственный человек, пристыдил сына и назвал трусами тех, кто, испугавшись трудностей, отказывается от своих убеждений, Валерий написал заявление с просьбой вновь принять его в пионеры.
Однако во время обсуждения на совете дружины Шура честно рассказал всё, что он думает о Валерии и мотивах его поступков. В результате Валерий, которого не приняли в пионеры, обиделся и оскорбил Шуру, сказав, что тот — не товарищ, а предатель, отплативший клеветой за всё, что сделала для него семья Вишняковых. Тогда принципиальный Шура переселяется к учителю Кочубею — прежнему соседу своих родителей, демобилизованному из армии, а Валерий, не желающий признать собственную неправоту, испытывает на себе бойкот одноклассников…
В конце концов при содействии Кочубея, Марины и школьных товарищей дружба ребят побеждает: Шура, усыновлённый Вишняковыми, становится сводным братом близнецов, а исправившийся Валерий, пообещавший не обижаться на правду, снова надевает красный галстук.

## В ролях
- Александр Соколов — Валерий Вишняков
- Ирина Начинкина — Марина Вишнякова
- Слава Котов — Шура Бадейкин
- Анатолий Ганичев — Вася Чашкин, член совета дружины
- Александр Хвыля — Вишняков, директор завода
- Галина Степанова — Надежда Ивановна Вишнякова
- Вера Окунева — Капитолина Петровна, мать Вишнякова
- Виталий Доронин — учитель Кочубей, демобилизовавшийся офицер
- Николай Богатырёв — пионервожатый Володя
- Андрей Абрикосов — Герой Советского Союза на церемонии приёма в пионеры
- Мария Яроцкая — соседка Шуры Бадейкина
- Владимир Уральский — Лапшин

## Съёмочная группа
- Автор сценария: Сергей Михалков
- Режиссёры: Владимир Сухобоков, Мария Сауц
- Операторы: Леонид Дульцев, Борис Монастырский
- Художник: Игорь Бахметьев
- Композитор: Анатолий Лепин

## Технические данные
- Чёрно-белый, звуковой
- Премьера: 6 мая 1948 года.

Фильм «Красный галстук» хранится в Госфильмофонде России.
В 2010 году демонстрировался на ежегодном фестивале архивного кино «Белые Столбы».